# V604 Aquilae
V604 Aquilae war eine Nova, die 1905 im Sternbild Adler erschien.
Die Nova wurde am 31. August 1905 von W. Feming auf Fotoplatten der Harvard University entdeckt. Bei Durchsicht von älteren Fotoplatten ergab sich, dass die Nova Mitte August 1905 eine Maximalhelligkeit von 8,2 mag besaß. Im Jahre 1994 wurde eine Minimalhelligkeit von 19,6 mag gemessen. Weitere Messungen ergaben, dass die Helligkeit von V604 Aquilae unregelmäßig mit bis zu 0,25 mag variiert.

## Koordinaten (Äquinoktium 2000.0)
- Rektaszension: 19h02m06s.39[1]
- Deklination: −04°26'43".7[1]